# Sirvard Emirzjan
Sirvard Emirzjan (armeniska: Սիրվարդ Էմիրզյան), född den 5 juni 1966 i Jerevan, är en före detta sovjetisk simhoppare.
Hon tog OS-silver i höga hopp i samband med de olympiska simhoppstävlingarna 1980 i Moskva.